# Tornei calcistici di guerra in Italia 1916-1917
Questa voce tratta dei tornei calcistici di guerra 1916-1917 disputati in sostituzione del normale campionato di calcio italiano, sospeso a causa della prima guerra mondiale.

## I tornei regionali
La Grande Guerra continuava ad infuriare in Europa ed a causa delle difficoltà di spostamento ed il depauperamento delle rose dei club, la FIGC rinunciò ad organizzare la seconda edizione della Coppa Federale. Solo i comitati regionali organizzarono alcuni tornei a carattere locale; di conseguenza, le cinque squadre vincenti dei tornei regionali (Modena, Milan, Genoa, Torino e Palestra Ginnastica Fiorentina Libertas) non disputarono il girone finale.

## Emilia

### Coppa Emilia

#### Classifica finale
Fonte:
|  | Pos. | Squadra           | Pt | G  | V | N | P  | GF | GS | DR  |
|  | ---- | ----------------- | -- | -- | - | - | -- | -- | -- | --- |
|  | 1.   | Modena            | 18 | 10 | 9 | 0 | 1  | 80 | 8  | +72 |
|  | 1.   | Bologna           | 18 | 10 | 9 | 0 | 1  | 74 | 10 | +64 |
|  | 3.   | Fortitudo Bologna | 12 | 10 | 6 | 0 | 4  | 25 | 29 | -4  |
|  | 4.   | Audax Modena      | 4  | 10 | 2 | 0 | 8  | 10 | 49 | -39 |
|  | 4.   | Nazionale Emilia  | 4  | 10 | 2 | 0 | 8  | 7  | 56 | -49 |
|  | 6.   | Audace Bologna    | 0  | 10 | 0 | 0 | 10 | 1  | 53 | -52 |

Legenda:
      Ammesso allo spareggio finale.
Note:
Due punti a vittoria, uno a pareggio, zero a sconfitta.

#### Spareggio
Fonte:
|        | Risultati |         | Luogo e data           |
| ------ | --------- | ------- | ---------------------- |
| Modena | 5-1       | Bologna | Mantova, 25 marzo 1917 |
|        |           |         |                        |

Modena vincitore della Coppa Emilia.

## Lombardia

### Coppa Lombardia

#### Gruppo 1
Fonte:
|  | Pos. | Squadra     | Pt | G | V | N | P | GF | GS | DR  |
|  | ---- | ----------- | -- | - | - | - | - | -- | -- | --- |
|  | 1.   | Milan       | 8  | 4 | 4 | 0 | 0 | 22 | 3  | +18 |
|  | 2.   | US Milanese | 5  | 4 | 2 | 1 | 1 | 9  | 4  | +5  |
|  | 3.   | Cremonese   | 3  | 4 | 1 | 1 | 2 | 8  | 13 | -5  |
|  | 4.   | Enotria     | 0  | 4 | 0 | 0 | 4 | 1  | 20 | -19 |

Legenda:
      Ammesso al girone finale.
Note:
Due punti a vittoria, uno a pareggio, zero a sconfitta.

#### Gruppo 2
Fonte:
|  | Pos. | Squadra  | Pt       | G | V | N | P | GF | GS | DR  |
|  | ---- | -------- | -------- | - | - | - | - | -- | -- | --- |
|  | 1.   | Legnano  | 5        | 3 | 2 | 1 | 0 | 8  | 4  | +4  |
|  | 2.   | Inter    | 4        | 4 | 2 | 0 | 2 | 16 | 9  | +7  |
|  | 3.   | Saronno  | 1        | 3 | 0 | 1 | 2 | 3  | 14 | -11 |
|  | --   | Atalanta | Ritirata |   |   |   |   |    |    |     |

Legenda:
      Ammesso al girone finale.
Note:
Due punti a vittoria, uno a pareggio, zero a sconfitta.

#### Girone finale
Fonte:
|  | Pos. | Squadra     | Pt | G | V | N | P | GF | GS | DR |
|  | ---- | ----------- | -- | - | - | - | - | -- | -- | -- |
|  | 1.   | Milan       | 9  | 6 | 4 | 1 | 1 | 14 | 5  | +9 |
|  | 2.   | Inter       | 7  | 6 | 3 | 1 | 2 | 11 | 11 | 0  |
|  | 2.   | Legnano     | 7  | 6 | 3 | 1 | 2 | 9  | 10 | -1 |
|  | 4.   | US Milanese | 1  | 6 | 0 | 1 | 5 | 2  | 10 | -8 |

Legenda:
      Vincitore della Coppa Lombardia.
Note:
Due punti a vittoria, uno a pareggio, zero a sconfitta.

## Liguria

### Coppa Liguria

#### Squadre partecipanti
1. Genoa
2. Spes Genova
3. Audace Juventus
4. F.C. Pegli
5. Forti e Veloci
6. Santa Margherita
7. Giovani Calciatori Bolzaneto

#### Classifica finale
Fonte:
|  | Pos. | Squadra         | Pt | G | V | N | P | GF | GS | DR  |
|  | ---- | --------------- | -- | - | - | - | - | -- | -- | --- |
|  | 1.   | Genoa           | 14 | 7 | 7 | 0 | 0 | 39 | 1  | +38 |
|  | 2.   | GC Bolzaneto    | 9  | 9 | 3 | 3 | 3 | 13 | 22 | -9  |
|  | 3.   | Varazze         | 8  | 9 | 3 | 2 | 4 | 12 | 24 | -12 |
|  | 4.   | Andrea Doria    | 6  | 7 | 3 | 0 | 4 | 19 | 16 | +3  |
|  | 4.   | Savona          | 6  | 9 | 2 | 2 | 5 | 14 | 15 | -1  |
|  | 6.   | Libertas Savona | 5  | 8 | 2 | 1 | 5 | 10 | 20 | -10 |

Legenda:
      Vincitore della Coppa Liguria.
Note:
Due punti a vittoria, uno a pareggio, zero a sconfitta.

### Coppa Pasteur
Fonte:
Organizzata nel gennaio 1917 dal Genoa, la Coppa Pasteur metteva in palio un trofeo donato da Enrico Pasteur, che oltre ad essere socio del sodalizio rossoblù ne era, in quel periodo, allenatore.

#### Finali
|             | Risultati |             | Città e data |  |
| ----------- | --------- | ----------- | ------------ |  |
| Genoa       | ? - ?     | Spes Genova | 1917         |  |
| Spes Genova | ? - ?     | Genoa       | 1917         |  |
|             |           |             |              |  |

Genoa vincitore della Coppa Pasteur.

## Piemonte

### Coppa Piemonte
Fonti:
|  | Pos. | Squadra        | Pt | G | V | N | P | GF | GS | DR  |
|  | ---- | -------------- | -- | - | - | - | - | -- | -- | --- |
|  | 1.   | Torino         | 10 | 6 | 5 | 0 | 1 | 23 | 7  | +16 |
|  | 2.   | Juventus       | 10 | 5 | 5 | 0 | 1 | 23 | 13 | +10 |
|  | 3.   | US Torinese    | 2  | 6 | 1 | 0 | 5 | 9  | 23 | -14 |
|  | 3.   | Amatori Torino | 2  | 5 | 1 | 0 | 5 | 13 | 28 | -15 |

Legenda:
      Ammesso allo spareggio finale.
Note:
Due punti a vittoria, uno a pareggio, zero a sconfitta.

#### Spareggio
|        | Risultati  |          | Luogo e data           |
| ------ | ---------- | -------- | ---------------------- |
| Torino | 2-0 a tav. | Juventus | Torino, 20 maggio 1917 |
|        |            |          |                        |

### Trofeo Unione Sportiva Lanzese
Torneo organizzato dall'Unione Sportiva Lanzese nel settembre del 1916 e vinto dal Torino.

#### Finale
|         | Risultati |        | Data            |  |
| ------- | --------- | ------ | --------------- |  |
| Lanzese | 0 - 5     | Torino | 1º ottobre 1916 |  |
|         |           |        |                 |  |

## Toscana

### Coppa Federale Toscana 1916
Organizzata in Toscana nel 1916, la manifestazione ufficiale è denominata "Coppa Federale Toscana". Si iscrivono al torneo quattro club, uno nel girone occidentale il Pisa, e tre nel girone fiorentino Robur, Virtus e P.G.F. Libertas.

#### Girone fiorentino
|  | Pos. | Squadra          | Pt | G | V | N | P | GF | GS | DR |
|  | ---- | ---------------- | -- | - | - | - | - | -- | -- | -- |
|  | 1.   | Libertas Firenze | -  | - | - | - | - | -  | -  | -  |
|  | 2.   | Robur Firenze    | -  | - | - | - | - | -  | -  | -  |
|  | 3.   | Virtus Firenze   | -  | - | - | - | - | -  | -  | -  |

Legenda:
      Ammesso al girone finale.
Note:
Due punti a vittoria, uno a pareggio, zero a sconfitta.

#### Girone occidentale
|  | Pos. | Squadra | Pt | G | V | N | P | GF | GS | DR |
|  | ---- | ------- | -- | - | - | - | - | -- | -- | -- |
|  | 1.   | Pisa    | -  | - | - | - | - | -  | -  | -  |

Legenda:
      Ammesso al girone finale.
Note:
Due punti a vittoria, uno a pareggio, zero a sconfitta.

#### Finali
|                 | Risultati |                 | Città e data           |  |
| --------------- | --------- | --------------- | ---------------------- |  |
| Pisa            | 6-1       | P.G.F. Libertas | Pisa 7 maggio 1916     |  |
| P.G.F. Libertas | 0-1       | Pisa            | Firenze 14 maggio 1916 |  |
|                 |           |                 |                        |  |

Pisa vincitore della Coppa Toscana.

## Veneto

### Coppa Veneto
Doveva essere un triangolare tra Brescia, Padova ed Hellas Verona, ma non fu mai disputato.